# Gabriele Procida
Gabriele Procida (Como, 1 de junio de 2002) es un jugador de baloncesto italiano que pertenece a la plantilla del Real Madrid de la liga ACB. Con 2,01 metros de estatura, juega en la posición de escolta.

## Trayectoria deportiva

### Primeros años
Procida creció jugando al baloncesto en las categorías inferiores del Pallacanestro Cantù. Compitió para los equipos juveniles de Stella Azzurra y Virtus Bologna en el Euroleague Basketball Next Generation Tournament.

### Profesional
El 13 de octubre de 2019, a los 17 años, Procida debutó profesionalmente con el Pallacanestro Cantù en un partido de la Lega Basket Serie A ante el Reyer Venezia. El 19 de junio de 2020 firmó un contrato por cuatro temporadas con Cantù. El 24 de enero de 2021 anotó 24 puntos en la derrota por 107–83 ante el VL Pesaro. A los 18 años, siete meses y 23 días de edad, se convirtió en el tercer jugador más joven en la historia de la liga en anotar al menos 24 puntos en un partido, detrás de Luigi Datome y Carlos Delfino.
El 7 de julio dejó Cantù, después de que el club descendiera a la Serie A2, y firmó un contrato multianual con Fortitudo Bologna.
En mayo de 2022 se declaró elegible para el draft de la NBA, como ya había hecho la temporada anterior. Fue elegido en la trigésimo tercera posición  por los Portland Trail Blazers, aunque sus derechos fueron traspasados a los Detroit Pistons.
El 8 de julio de 2022 firmó contrato con el Alba Berlín de la Basketball Bundesliga.
Tras tres temporadas en el Alba Berlín el 25 de julio de 2025 ficha por el Real Madrid de la liga ACB.

### Selección nacional
[actualizar]
Durante agosto y septiembre de 2023 fue integrante de la selección de Italia que participó en el Mundial de 2023 celebrado en Asia, y que finalizó en octavo lugar.